# City College of New York
Le City College of The City University of New York (CCNY), fréquemment nommé « City College of New York » ou, de manière plus familière, « City », est un établissement d'enseignement supérieur dépendant de l'université de la ville de New York (City University of New York, ou CUNY). Fondé en 1847, il est le plus ancien établissement de cette université, et le premier établissement supérieur public et gratuit aux États-Unis. 
Le campus, d'une surface de 14,16 hectares, est situé au nord de Manhattan le long de Convent Avenue, entre la 130e et la 141e rue, sur une colline surplombant le quartier de Harlem. La plupart de ses bâtiments, construits dans un style néogothique, sont l'œuvre de l'architecte George Browne Post, et plusieurs d'entre eux ont reçu la distinction de landmarks.

## Historique

### Création de la Free Academy of the City of New York

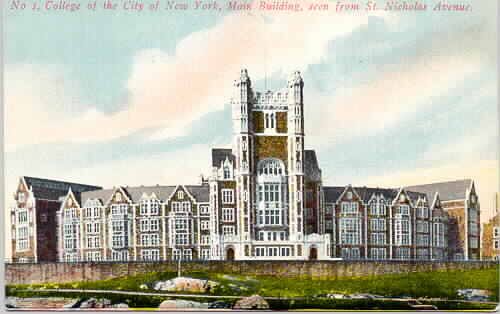
Entrée originelle du Shepard Hall, le principal bâtiment du City College of New York au début du XIXe siècle, après le déménagement dans le quartier de Manhattanville en 1906.

Le City College of New York est créé sous le nom de « Free Academy of the City of New York » (Académie libre de la ville de New York) par Townsend Harris en 1847, après que le gouverneur de l'État de New York, John Young, a donné son approbation au Board of Education (conseil délégué à l'éducation), à la suite d'un référendum. Townsend Harris déclara alors : « Ouvrons les portes à tous... Permettons aux enfants des classes aisées et à ceux des milieux pauvres de se côtoyer en un même lieu, sans autre distinction que celle qu'ils peuvent tirer de leur travail, de leur conduite et de leur intelligence. »
La même année, en 1847, Horace Webster, qui est le premier président de la Free Academy, déclare : « L'expérience doit être tentée, de savoir si oui ou non les enfants du peuple, de l'ensemble du peuple, peuvent être éduqués, et si oui ou non une institution du plus haut niveau scolaire, peut être avec succès contrôlée par la volonté du peuple, et non par une minorité privilégiée. »
La finalité est ainsi de proposer aux enfants d'immigrés et aux plus démunis un accès à une éducation supérieure gratuite qui se baserait sur le seul mérite scolaire. L'établissement est par la suite rebaptisé « College of the City of New York », avant que ce nom ne devienne celui de l'organisme chapeautant l'ensemble des collèges gérés par la ville, prédécesseur de l'actuelle université de la ville de New York (CUNY). À la suite de ce transfert de nom, le CCNY prit officiellement l'appellation de « City College of the College of the City of New York », avant d'adopter sa dénomination actuelle, « City College of the City University of New York » lors de la fondation de la CUNY en 1961 : dans l'usage courant, toutefois, il est communément appelé « City College of New York ».

### Évolution progressive de l'établissement
En 1851, un cursus fondé sur neuf matières principales est adopté : mathématiques, histoire, langue, littérature, dessin, philosophie naturelle, philosophie expérimentale, droit et économie politique. La première remise de diplômes a lieu en 1853, au Niblo's Garden Theatre, théâtre et opéra de Broadway, situé à proximité de Houston Street. En 1866, l'établissement est renommé « The College of the City of New York » (collège de la ville de New York) et il adopte la couleur lavande pour se représenter.
En 1895, après dix ans de tergiversations, le corps législatif de l'État (la New York State legislature) vota la construction d'un nouveau campus pour l'établissement. Un espace d'une surface de quatre blocks est alors choisi, dans le quartier de Manhattanville, situé entre Morningside Heights, Harlem et l'Hudson River. Les premières formations de professeurs commencèrent en 1897 après l'adoption d'une loi interdisant d'engager des professeurs dont le niveau d'éducation était insuffisant. La School of Education est créée en 1921. L'université édite un journal, The Campus  dès 1907. En 1947, le City College fête son centenaire en rendant hommage à Bernard Baruch (diplômé en 1889) et à Robert F. Wagner (diplômé en 1898), deux anciens élèves devenus par la suite des personnalités influentes.

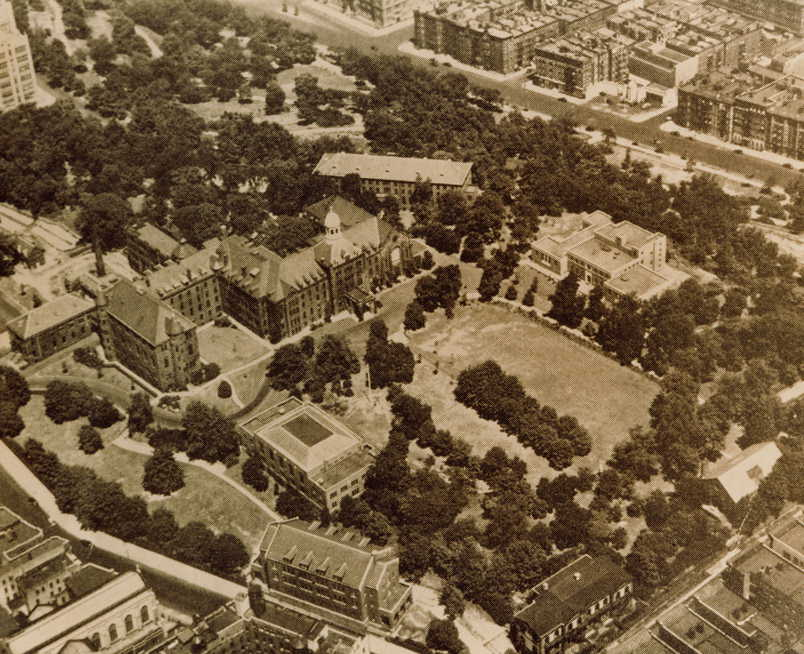
Le campus du City College of New York vu du ciel.

À l'époque où l'accès aux universités les plus réputées recrutaient essentiellement des étudiants issus de familles établies, le CCNY abolit l'obligation de fréquenter les services religieux protestants et les étudiants juifs deviennent nombreux à s'inscrire au collège. Les femmes sont acceptées dans certains cours dès 1931 et le collège devient complètement mixte en 1951.

### Un vivier de lauréats du prix Nobel
Dix lauréats du prix Nobel ont obtenu leur diplôme universitaire au CCNY.

### Militantisme politique et communautaire
Au cours de sa période la plus glorieuse, qui s'étend des années 1930 aux années 1950, le CCNY fit parler de lui pour les actions politiques radicales qui s'y déroulaient, sur fond de luttes d'influence entre trotskistes et stalinistes. Certains alumni (anciens élèves) ayant étudié au City College vers le milieu du XXe siècle considèrent ainsi qu'en comparaison, l'université de Berkeley dans les années 1960 fait plutôt figure d'institution conformiste.
En 1969, lors d'une occupation du campus menaçant de dégénérer en émeute raciale, un groupe d'activistes composé non seulement d'étudiants afro-américains et portoricains, mais aussi de Blancs, exigea la mise en place d'une sorte de discrimination positive en faveur des minorités visibles, à tel point que certains manifestants baptisèrent l'université « Harlem University ». La direction du CCNY refusa de répondre aux demandes des manifestants, en instaurant au contraire un programme d'admission libre permettant à tout élève ayant terminé ses études dans l'un des lycées de la ville de s'inscrire à l'université. Ce programme, qui fut appliqué à partir de 1970, ouvrit les portes de l'université à de nombreuses personnes qui n'auraient pas pu suivre d'études autrement. Toutefois, cela se fit au détriment du niveau de l'établissement et de la santé budgétaire de la ville de New York. Au cours des années 1990, les critères de sélection furent néanmoins réintroduits et les étudiants ne satisfaisant pas les exigences minimales de l'université ne furent plus admis.

### Histoire contemporaine du CCNY
En octobre 2005, Andrew Grove, diplômé de l'université en 1960 et cofondateur de la société Intel, a fait un don de 26 millions de dollars à l'école d'ingénieurs du CCNY, qui a depuis été renommée « Grove School of Engineering ». Ce don est à ce jour le plus important jamais reçu par l'établissement.
Les différentes écoles qui sont aujourd'hui présentes sur le campus sont:
- L'école d'architecture (School of Architecture)
- L'école de sciences biomédicales (Sophie Davis School of Biomedicals)
- L'école d'enseignement (School of Education)
- L'école d'ingénieurs, ouverte aux undergraduate[9] et Postgraduate[10] (School of Engineering)
- Le College de Sciences et d'arts libéraux (College of Liberal Arts and Sciences) composé de:
  - L'école d'arts et de lettres (Division of Humanities and Arts)
  - L'école de science (Division of Science)
  - L'école de Sciences sociales (Division of Social Sciences)
  - Le centre d'étude des travailleurs (Center for Worker Education)

Il existe en outre un programme de reprise d'études pour les actifs.

## Campus

### Campus de la Free Academy

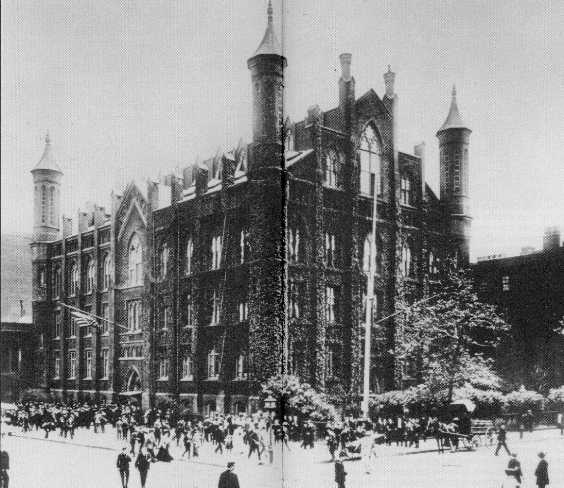
La Free Academy, sur Lexington Avenue.

Le City College était à l'origine situé au sud de Manhattan, dans le Free Academy Building, qui abrita l'établissement de 1849 à 1907. Le bâtiment, œuvre de James Renwick Jr, était situé à l'intersection de Lexington Avenue et de la 23e rue. Selon certaines sources, il s'agit du premier bâtiment d'enseignement supérieur de la côte est à avoir été construit dans un style néogothique.

### Déménagement à Manhattanville
La construction d'un nouveau campus, commencée en 1903, s'achève en 1906. Il est inauguré, à son emplacement actuel, au nord de Manhattan, dans le quartier de Manhattanville, près de Harlem. Les bâtiments, d'architecture gothique perpendiculaire de style anglais reconnus comme landmarks du campus nord sont conçus par l'architecte George Browne Post et sont parmi les premiers éléments architecturaux de ce style aux États-Unis
Le campus originel est composé de cinq bâtiments : 

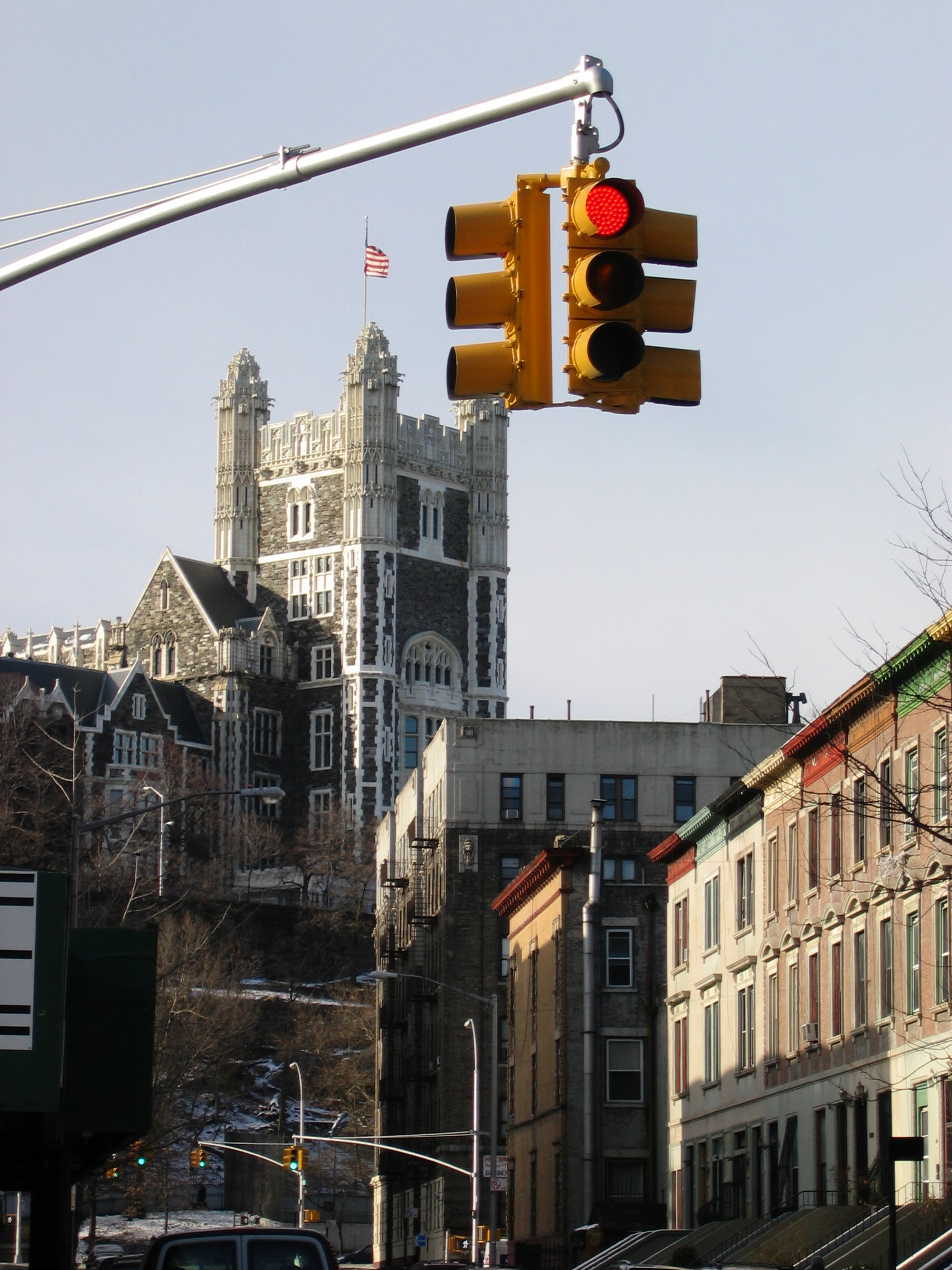
La tour du Shepard Hall telle que l'on peut l'apercevoir dans le quartier de Harlem aujourd'hui.

- Le Shepard Hall, qui était le plus grand bâtiment du campus, situé au centre de ce dernier. Conçu sur le modèle d'une cathédrale gothique, son entrée principale se trouvait au niveau de St. Nicholas Terrace[13]. Le Shepard Hall abritait d'ailleurs une grande chapelle de rassemblement, baptisée « The Great Hall » (« la grande salle »)[14].
- Le Baskerville Hall qui, pendant de nombreuses années, a abrité les cours de chimie, d'où son surnom de « Chemical Building » (« bâtiment chimique »)[15]. Il abritait aussi la plus grande salle de conférence du campus, le Doremus Lecture Hall.
- Le Compton Hall, au départ baptisé « The Mechanical Arts Building » (« bâtiment des arts mécaniques »)[16].
- Le Harris Hall, qui s'appelait à l'origine le « Sub-Freshman Building », qui abritait les classes de préparation à l'entrée au College pour les lycéens[17]. Le Harris Hall a rempli ces fonctions de 1906 à 1930, avant que les classes préparatoires ne soient transférées à la School of Business (École de commerce).
- Le Wingate Hall, ainsi nommé en l'honneur de l'avocat George Wood Wingate, grand défenseur de la cause du sport, ancien élève diplômé en 1858[18]. Le Wingate Hall a abrité le principal gymnase du campus de 1907 à 1972.

Le sixième bâtiment du campus, le Goethals Hall — ainsi nommé en hommage à George Goethals, ancien élève du CCNY, ingénieur ayant supervisé la construction du canal de Panamá — ouvre ses portes en 1930. Le bâtiment abritait la School of Technology (École d'ingénieurs), annexe du Compton Hall.
Aucune bibliothèque n'ayant été prévue dans les plans originels de 1906, la première à avoir été construite sur le campus dans un bâtiment spécialement prévu à cet effet date de 1937 : il s'agissait de la Bowker/Alumni Library, située sur les lieux de l'actuel Steinman Engineering Building, qui prit sa place en 1957.
En 1953, le campus s'étendit au sud grâce à l'acquisition du Manhattanville College of the Sacred Heart (College du Sacré-Cœur de Manhattanville) qui, sur les cartes de 1913, apparaissait encore sous le nom de « Couvent du Sacré-Cœur ». Le campus engloba alors de nombreux bâtiments situés entre la 130e et la 140e rue, Amsterdam Avenue à l'ouest et St. Nicholas Terrace à l'est. Lors de leur intégration au campus du CCNY, les anciens bâtiments du Manhattanville College furent rebaptisés : « Stieglitz Hall », « Downer Hall », « Wagner Hall », « Eisner Hall », « Park Gym » et « Mott Hall », entre autres.

### Construction du Lewisohn Stadium

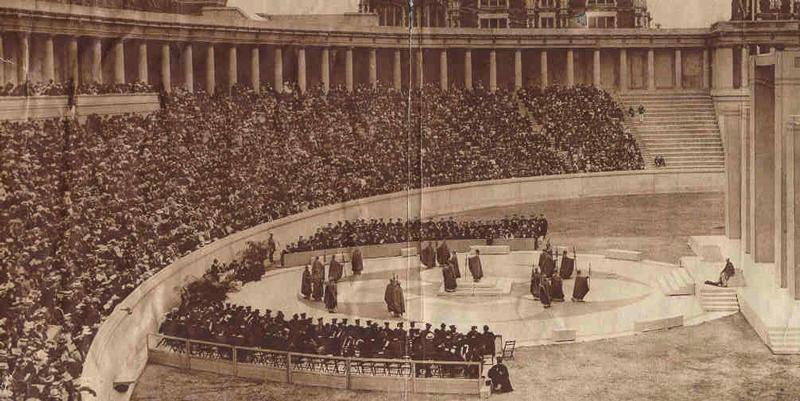
Représentation des Troyennes lors de la cérémonie d'inauguration du Lewisohn Stadium, le 29 mai 1915 (archives CCNY).

Une fois les premiers bâtiments construits au début du XXe siècle, le président du CCNY, John H. Finley, souhaitait ardemment intégrer un stade dans l'enceinte de son campus, afin de fournir aux sportifs de son établissement des infrastructures de qualité. La ville donne deux blocks au sud du campus, qui étaient alors alloués à la construction de parcs. John Finley apprit ensuite que l'homme d'affaires et philanthrope Adolph Lewisohn était prêt à financer le projet. Les premiers plans furent ainsi établis en 1912, après que Lewisohn accepta de faire un don de 75 000 dollars. Finley fit alors appel à l'architecte Arnold W. Brunner pour réaliser le projet, qui fut inspiré par les souvenirs que Finley avait d'un  petit théâtre taillé dans la roche qui était situé dans le quartier du Trastevere à Rome.
Le stade avait une capacité de 6 000 places assises, chiffre qui pouvait être augmenté lors d'événements qui ne nécessitaient pas la totalité du terrain central. Il fut inauguré le 29 mai 1915, soit deux ans après la fin du mandat du Dr. Finley, qui avait cédé sa place à Sidney Edward Mezes. L'inauguration du stade se fit par une représentation des Troyennes du tragique grec Euripide, sous la direction de Granville Barker et Lillian McCarthy.
Le Lewisohn Stadium est détruit en 1973, pour céder la place à l'actuel North Academic Center (NAC), dont la construction est achevée en 1984.

### Évolution du campus depuis les années 1960
Le Steinman Hall, qui abrite l'école d'ingénieurs, est construit en 1962 sur le site de l'ancienne bibliothèque Bowker Library et du Drill Hall, pour remplacer les infrastructures déjà présentes dans le Compton Hall et le Goethals Hall. Il est nommé en hommage à David B. Steinman, ingénieur civil diplômé en 1906.
En 1963, le bâtiment administratif est à son tour érigé au nord du campus, en face du Wingate Hall. Il abrite les bureaux administratifs de l'établissement, notamment ceux du président et du doyen. Il était en outre au départ destiné à servir de bâtiment d'archives pour les dossiers des anciens étudiants depuis 1847. Depuis 2007, l'immeuble porte le nom de Howard E. Wille Administration Building, en l'honneur du philanthrope Howard E. Wille, ancien élève diplômé en 1955.
En 1971, est construit le Marshak Science Building, ainsi nommé en hommage à Robert Marshak, physicien et président du CCNY de 1970 à 1979. Le bâtiment abrite non seulement l'ensemble des infrastructures consacrées aux sciences, c'est-à-dire les laboratoires, mais aussi des installations sportives faisant partie du Mahoney Gymnasium, parmi lesquelles une piscine et des courts de tennis.
Par la suite, de nombreux bâtiments furent détruits au nord et au sud du campus, tandis que de nouvelles infrastructures les remplacèrent, notamment le North Academic Center (NAC), dont la construction fut achevée en 1984, qui abrite des milliers de salles de classe, ainsi que des cafétérias, des bibliothèques et des salles de repos, entre autres.

## Anciens élèves

### Lauréats d'un prix Nobel

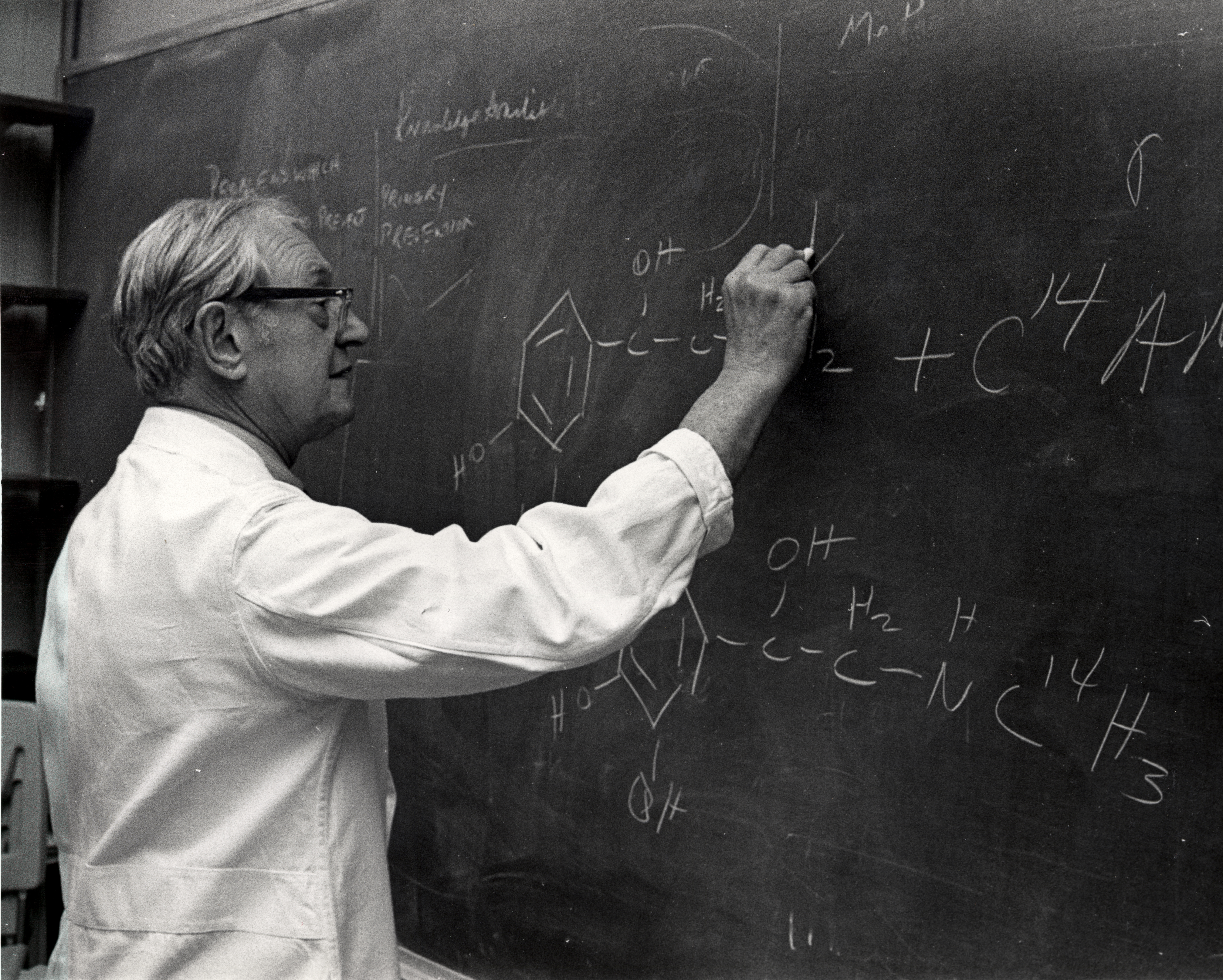
Julius Axelrod, lauréat du prix Nobel de médecine pour ses travaux sur l'adrénaline.

- Julius Axelrod (1933) - lauréat en 1970 du prix Nobel de médecine
- Kenneth Arrow, (1940) - lauréat en 1972 en prix Nobel d'économie
- Herbert Hauptman, (1937) - lauréat en 1985 du prix Nobel de chimie
- Robert Hofstadter, (1935) - lauréat en 1961 du prix Nobel de physique
- Jerome Karle, (1937) - lauréat en 1985 du prix Nobel de chimie
- Arthur Kornberg, (1937) - lauréat en 1959 du prix Nobel de médecine
- Leon M. Lederman, (1943) - lauréat en 1988 du prix Nobel de physique
- Arno Penzias, diplômé en  (1954) - lauréat en 1978 du prix Nobel de physique
- Robert J. Aumann, (1950) - lauréat en 2005 du prix Nobel d'économie

### Personnalités politiques

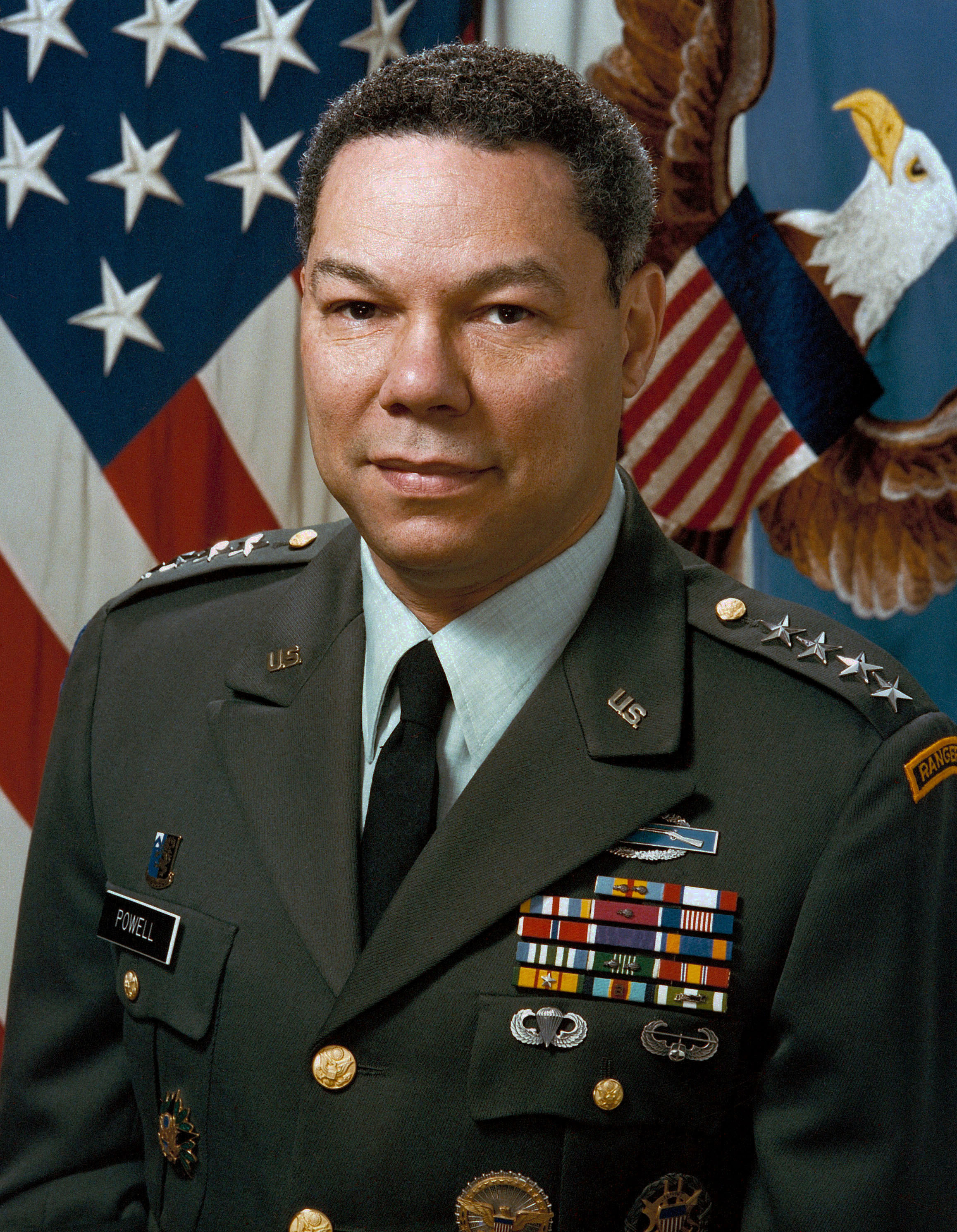
Colin Powell.

- Daniel Bell, sociologue, professeur à l'université Harvard
- Bernard Baruch, financier de Wall Street et conseiller auprès de la Maison-Blanche
- Abraham Beame, maire de New York de 1974 à 1977,
- Adam Clayton Powell Jr., élu à la Chambre des représentants,
- George Friedman, fondateur et dirigeant de la société de renseignement Stratfor.
- Ed Koch, maire de New York de 1978 à 1989
- Irving Kristol, théoricien du néo-conservatisme
- Melvin J. Lasky, journaliste, intellectuel et membre de la gauche anticommuniste
- Colin Powell, secrétaire d'État de George W. Bush, général de l'US Army
- Julius Rosenberg, espion jugé pendant la guerre froide
- Bayard Rustin, militant non-violent des droits civiques des Afro-Américains

### Artistes
- Lady Gaga,  auteure-compositrice-interprète
- Luis Guzmán, acteur
- Judd Hirsch, acteur
- William Klein, photographe
- Ernest Lehman, scénariste
- David Margulies, acteur
- Abel Meeropol, auteur compositeur
- Sterling Morrison, musicien cofondateur du Velvet Underground
- Zero Mostel, acteur
- Edward G. Robinson, acteur
- Richard Schiff, acteur lauréat d'un Emmy Award
- Alfred Stieglitz, photographe
- Eli Wallach, acteur
- Cornel Wilde, acteur
- Boaz Yakin, réalisateur-scénariste
- Avi Rothbard, guitariste de Jazz

### Littérature et journalisme
- Mia Yun, romancière et journaliste
- Mario Puzo, écrivain, auteur du scénario du Parrain
- Walter Mosley, écrivain
- Henry Roth, écrivain
- Upton Sinclair, écrivain
- Bernard Malamud, écrivain et journaliste (Prix Pulitzer en 1966)
- Jerome Rothenberg, poète, traduction éditeur, anthologiste, essayiste.
- Irina Klepfisz, poète, essayiste universitaire
- Khachig Oskanian, écrivain et journaliste.

### Science et technologie
- Solomon Asch, psychologue
- Andrew Grove, cofondateur d'Intel
- Herman Hollerith, pionnier de l'informatique
- Robert E. Kahn, pionnier de l'Internet, coïnventeur du protocole TCP/IP
- Lewis Mumford, historien des technologies
- Jonas Salk, inventeur du vaccin Salk (contre la poliomyélite)
- Henry Koplik (1858-1927), pédiatre connu pour sa description du signe de Koplik
- Sally Shaywitz (1942-), pédiatre, spécialiste de la dyslexie